# 塔斯曼半岛
塔斯曼半岛（Tasman Peninsula）位于澳大利亚塔斯马尼亚州东南角，霍巴特东南约75公里。2006年6月人口为约2317人。塔斯曼半岛的面积为660平方公里。

## 历史
虽然该地区以荷兰探险家阿贝尔·塔斯曼的名字命名，在欧洲人到来之前，这一地区居民的原住民为派德雷麦（pyder-remer ）人。他们居住的地方现在称为塔斯曼和福里斯蒂尔半岛。派德雷麦人属于奥依斯特湾族人，这个民族的居住地涵盖了塔斯马尼亚东海岸的大片土地。
1830年代初，欧洲人在半岛的亚瑟港建立了第一个居住地。由于它在地理上孤立于其他的殖民地，因此被选为关押犯人的地方，并且相比位于西海岸的另一个关押犯人地点麦格理港，从海上更容易到达这里。它还提供优良的制作船只和其他建筑工程的木材，并且是一个深水港，可用于英国军舰的修复。在鹰颈设立警卫和警犬后，罪犯就很难逃脱。
位于半岛的西部的北尖角附近的盐水河古迹最初是一个犯人煤矿。
亚瑟港的犯人关押地如今已经成为一个旅游景点。和大部分洲一样，旅游已经成为一个主要产业。该地区也是袋獾主要生活区域。

## 本地产业

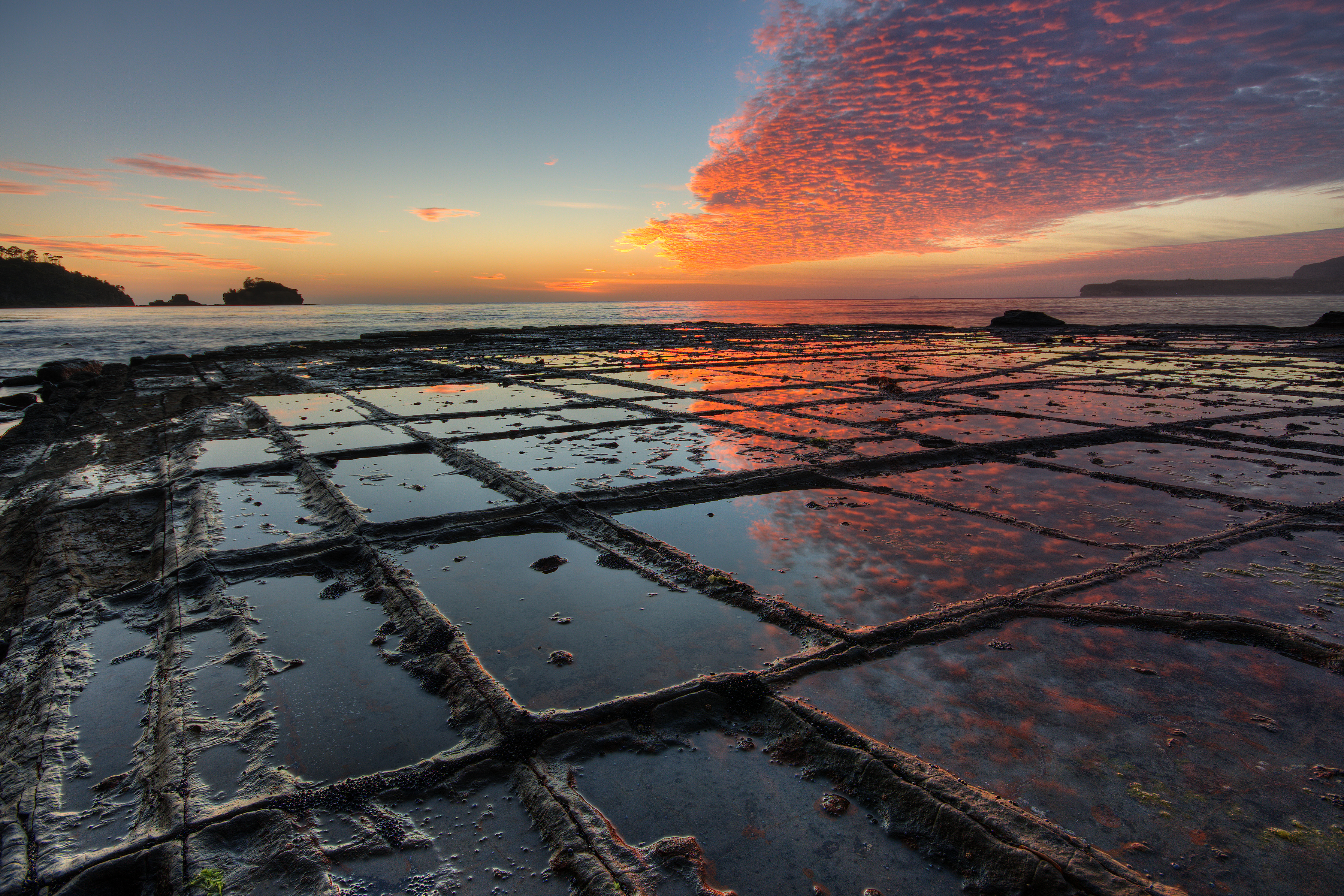
棋盘形地面

在关押犯人和如今新兴的旅游产业之间的时代，该地区主要产业为木材业和渔业。尽管在合适的地区也有果树栽培和一般的农业，但是地形和土壤类型阻碍了大规模的农业。直到1880年代开始有渡轮往返于霍巴特之前，还地区仍然高度孤立。同样也是在1880年之间，霍巴特开始有了越洋轮船，亚瑟港的旅游业得到了进一步的发展。
塔斯曼半岛还多许多小城镇，其中最大的为Nubeena和Koonya，规模较小的包括Premaydena、Highcroft和Stormlea。当地政府为塔斯曼议会。
塔斯曼半岛以其崎岖的东部海岸线而出名，其中大部分地区如今成为塔斯曼国家公园。在鹰颈有很多奇观的岩石构造，包括魔鬼厨房（Devils Kitchen）、塔斯曼拱门（Tasman's Arch）、喷水洞（Blow Hole ）和棋盘形地面（Tessellated Pavement）。再往南为南半球最高的海边悬崖，位于Hauy角，高于塔斯曼海300米。